# غابة السنط في الخرطوم
تعتبر غابة السنط من أعرق وأكبر المحميات الطبيعية داخل ولاية الخرطوم وقد تم ضمها في العام 1939م إلى منظومة المحميات الطبيعية وهي عبارة عن نطاق تقليدي حيوي وطبيعي تتكون معظم أشجاره من السنط الذي يتميز بمقاومته العالية لمياه الفيضانات التي عادة ما تغمر الغابة في فصل الخريف، تعتبر الغابة مأوى للعديد من الطيور المستوطنة والمهاجرة مثل الإوز وطير البقر وخطاف البحر وأبو منجل والبط والنورس النهري ومالك الحزين ويعتبر معظمها من الطيور النادرة وبالإضافة إلى العديد من العصافير والطيور المستوطنة في مناطق السافنا الفقيرة.
تبلغ مساحة الغابة 1500هكتار وعلى الضفة الشرقية للنيل الأبيض و بالقرب من ملتقى النيلين.

## أهمية الغابة
هذه الغابة تكتسب أهمية تعليمية فقد أنشأت بها مدرسة خبراء الغابات في العام 1946 لتدريب كوادر الغابات من الخبراء والملاحظين علي تقنيات وإدارة وزراعة الغابات وهذه المدرسة خرجت الرعيل الأول من فني الغابات الذين كان لهم الدور الكبير في زراعة الغابات في كل مناطق السودان
كما تزخر الغابة بعدد من الزواحف والحشرات والحيوانات البرية الصغيرة والتي في مجملها تثري الحياة الطبيعية وتزيدها حيوية داخل الغابة. كل ذلك جعل من غابة السنط منتجعاً طبيعياً لسكان الخرطوم وزوارها فهي تشكل حلقة من حلقات التوازن البيئي في المنطقة وتساعد في تلطيف الجو وامتصاص العديد من الغازات والسموم التي تفرزها العربات ومدافن المصانع في الجو.

## معرض صور

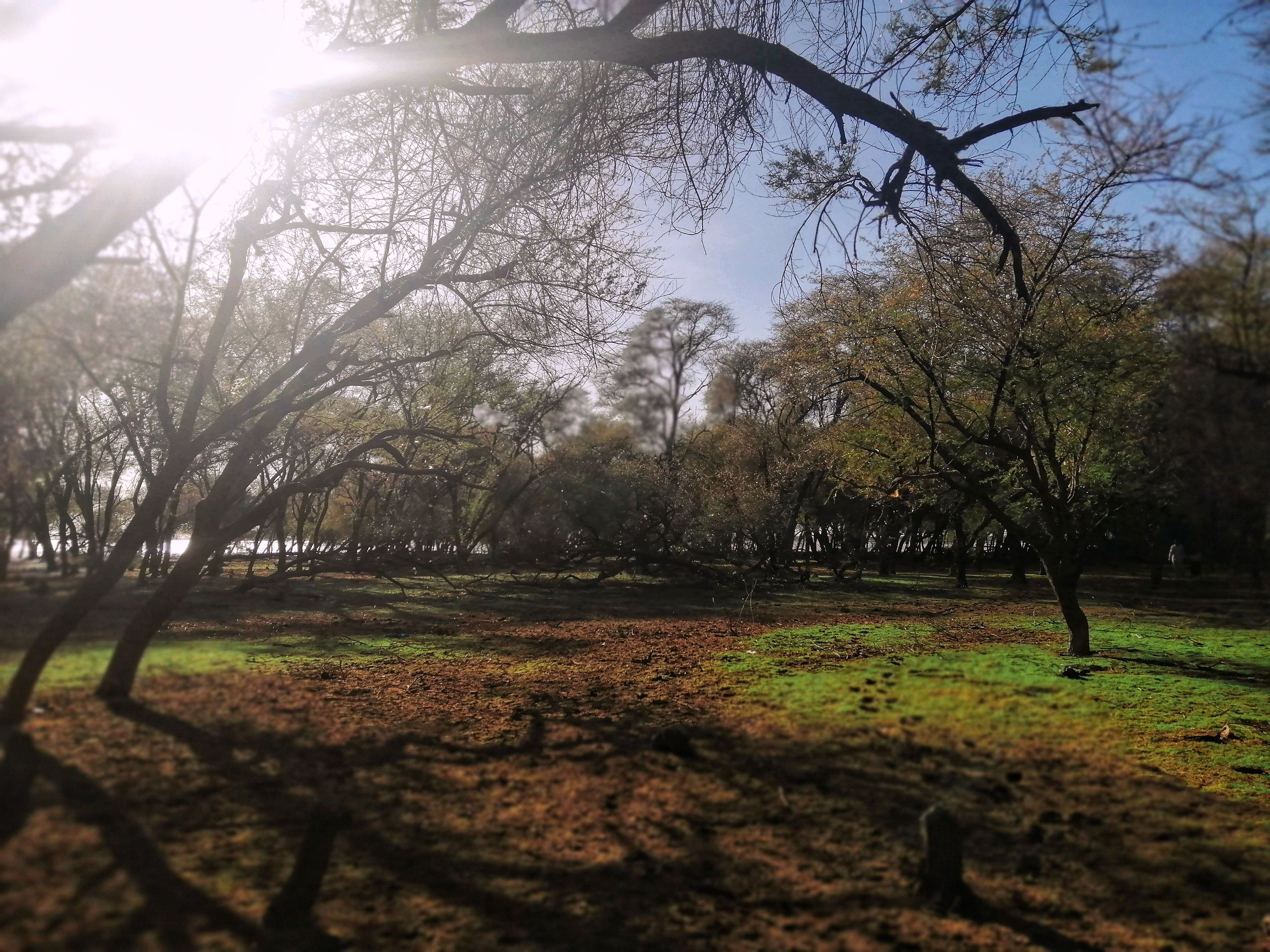
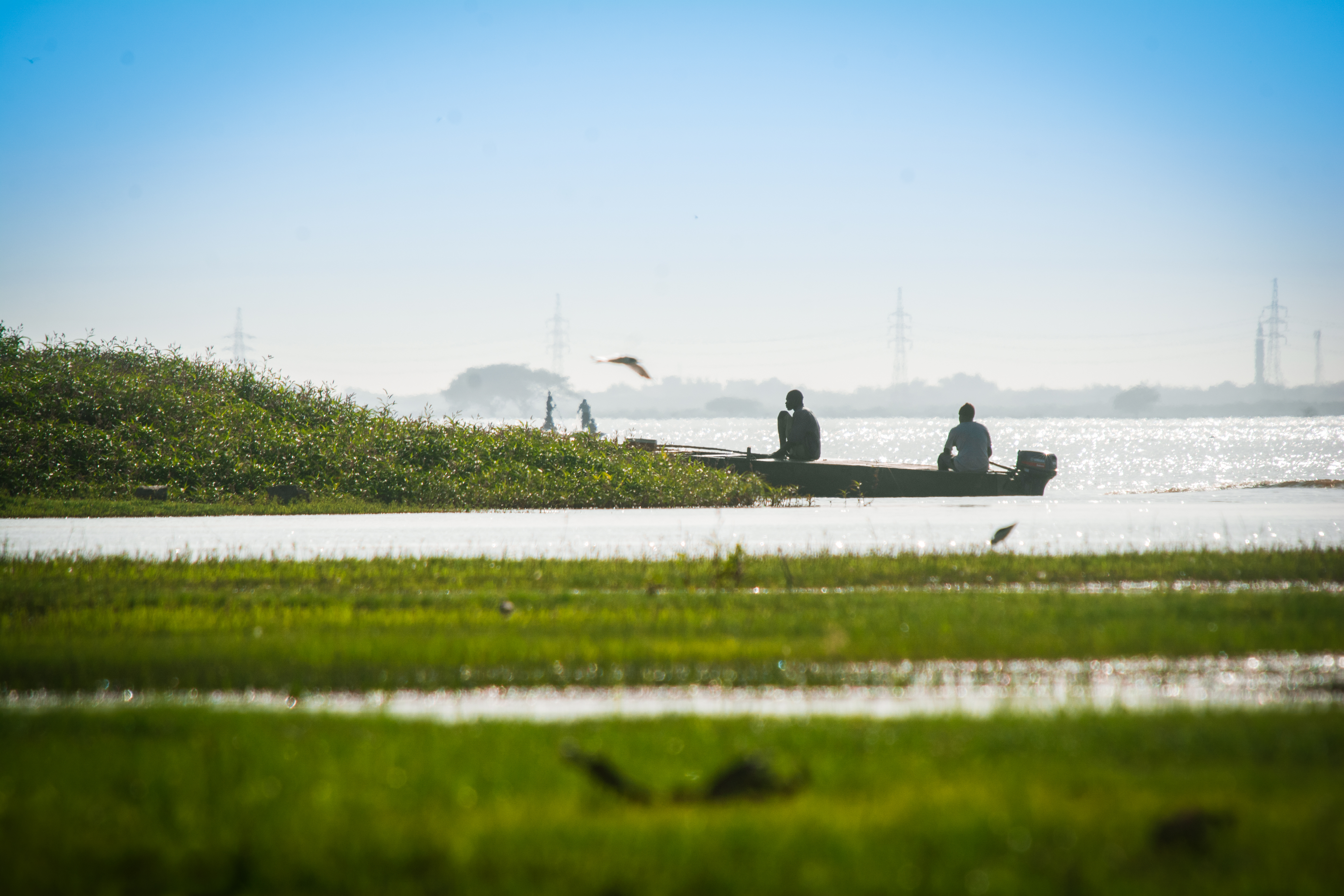
غابة السنط